# Pildammsstaden
Pildammsstaden är en historisk stadsdel i Malmö.
Pildammsstaden avgränsades av södra sidan av Rönneholmsvägen, östra sidan av Fersens vägs förlängning åt söder, Carl Gustafs väg, västra sidan av Södra Förstadsgatan och Lindeborgsvägen (numera Per Albin Hanssons väg) samt Fosie och Bellevuevägen. Detta område motsvarar ungefär sydöstra delen av Rönneholm, södra delen av Fågelbacken, Teatern, Pildammsparken, Kronborg, Dammfri, Allmänna sjukhuset, västra delen av Flensburg, Borgmästaregården, Stadion, Lorensborg och Solbacken.  